# Bahnstrecke Rosenheim–Mühldorf
| Streckennummer (DB): | 5700                 |                                            |                                            |
| Kursbuchstrecke (DB): | 944                  |                                            |                                            |
| Kursbuchstrecke: | 427n (1946)          |                                            |                                            |
| Streckenlänge: | 61,692 km            |                                            |                                            |
| Spurweite: | 1435 mm (Normalspur) |                                            |                                            |
| Streckenklasse: | D4                   |                                            |                                            |
| Minimaler Radius: | 432 m                |                                            |                                            |
| Streckengeschwindigkeit: | 120 km/h             |                                            |                                            |
| Zugbeeinflussung: | PZB                  |                                            |                                            |
| |                      |                                            |                                            |
| \| \| \| \| \| \| \| \| von Salzburg Hbf \| \| \| \| \| von Kufstein \| \| \| \| 0,000 \| Rosenheim \| 448 m \| \| \| \| nach Holzkirchen \| \| \| \| \| nach München Hbf \| \| \| \| 2,448 \| Rosenheim Hochschule \| Rosenheim Hochschule \| \| \| 4,723 \| Bundesstraße 15 \| Bundesstraße 15 \| \| \| \| Brenner-Nordzulauf (geplant) \| 444 m \| \| \| 9,310 \| Schechen (ehem. Bf) \| 438 m \| \| \| 12,040 \| Bundesstraße 15 (20 m) \| Bundesstraße 15 (20 m) \| \| \| 12,399 \| Rott (15 m) \| Rott (15 m) \| \| \| 14,882 \| Bundesstraße 15 \| Bundesstraße 15 \| \| \| 16,209 \| Rott (Inn) \| 439 m \| \| \| 20,028 \| Ramerberg (ehem. Bf) \| 458 m \| \| \| 20,797 \| Attel (63 m) \| Attel (63 m) \| \| \| 24,253 \| Ebrach \| Ebrach \| \| \| \| von Grafing Bahnhof \| \| \| \| \| von Wasserburg Stadt \| \| \| \| 25,398 \| Bundesstraße 304 \| Bundesstraße 304 \| \| \| 25,701 \| Wasserburg (Inn) Bahnhof \| 481 m \| \| \| 31,396 \| Soyen (ehem. Bf) \| Soyen (ehem. Bf) \| \| \| 36,269 \| Innbrücke Königswart (268 m) \| Innbrücke Königswart (268 m) \| \| \| 40,359 \| Gars (Inn) (ehem. Bf) \| 442 m \| \| \| 43,019 \| Mittergars \| Mittergars \| \| \| 46,504 \| Jettenbach (ehem. Bf) \| Jettenbach (ehem. Bf) \| \| \| 47,740 \| Innbrücke Süd (1978–1985) \| Innbrücke Süd (1978–1985) \| \| \| 47,846 \| Innbrücke Jettenbach (188 m) \| Innbrücke Jettenbach (188 m) \| \| \| 47,950 \| Innbrücke Nord (1978–1985) \| Innbrücke Nord (1978–1985) \| \| \| 51,310 \| Waldkraiburg-Kraiburg \| 432 m \| \| \| \| Anschluss Nitrochemie Aschau/Bayern-Chemie \| \| \| \| 52,150 \| Waldkraiburg-Kraiburg \| Waldkraiburg-Kraiburg \| \| \| \| von München Ost \| \| \| \| 59,291 \| Innkanal (43 m) \| Innkanal (43 m) \| \| \| 61,692 \| Mühldorf (Oberbay) \| 411 m \| \| \| \| nach Freilassing \| \| \| \| \| nach Simbach (Inn) \| \| \| \| \| nach Pilsting \| \| \| \| \| \| \| \| Quellen: [1][2][3][4][5][6] \| \| \| \| |                      |                                            |                                            |
| |                      |                                            |                                            |
| Strecke |                      | von Salzburg Hbf                           | von Salzburg Hbf                           |
| Abzweig geradeaus und von links |                      | von Kufstein                               | von Kufstein                               |
| Bahnhof | 0,000                | Rosenheim                                  | 448 m                                      |
| Abzweig geradeaus und nach links |                      | nach Holzkirchen                           | nach Holzkirchen                           |
| Abzweig geradeaus und nach links |                      | nach München Hbf                           | nach München Hbf                           |
| Haltepunkt / Haltestelle | 2,448                | Rosenheim Hochschule                       | Rosenheim Hochschule                       |
| Bahnübergang | 4,723                | Bundesstraße 15                            | Bundesstraße 15                            |
| Kreuzung geradeaus unten (Querstrecke außer Betrieb) |                      | Brenner-Nordzulauf (geplant)               | 444 m                                      |
| Haltepunkt / Haltestelle | 9,310                | Schechen (ehem. Bf)                        | 438 m                                      |
| Brücke | 12,040               | Bundesstraße 15 (20 m)                     | Bundesstraße 15 (20 m)                     |
| Brücke über Wasserlauf | 12,399               | Rott (15 m)                                | Rott (15 m)                                |
| Bahnübergang | 14,882               | Bundesstraße 15                            | Bundesstraße 15                            |
| Bahnhof | 16,209               | Rott (Inn)                                 | 439 m                                      |
| Haltepunkt / Haltestelle | 20,028               | Ramerberg (ehem. Bf)                       | 458 m                                      |
| Brücke über Wasserlauf | 20,797               | Attel (63 m)                               | Attel (63 m)                               |
| Brücke über Wasserlauf | 24,253               | Ebrach                                     | Ebrach                                     |
| Abzweig geradeaus und von links |                      | von Grafing Bahnhof                        | von Grafing Bahnhof                        |
| Abzweig geradeaus und ehemals von rechts |                      | von Wasserburg Stadt                       | von Wasserburg Stadt                       |
| Bahnübergang | 25,398               | Bundesstraße 304                           | Bundesstraße 304                           |
| Bahnhof | 25,701               | Wasserburg (Inn) Bahnhof                   | 481 m                                      |
| Haltepunkt / Haltestelle | 31,396               | Soyen (ehem. Bf)                           | Soyen (ehem. Bf)                           |
| Brücke über Wasserlauf | 36,269               | Innbrücke Königswart (268 m)               | Innbrücke Königswart (268 m)               |
| Haltepunkt / Haltestelle | 40,359               | Gars (Inn) (ehem. Bf)                      | 442 m                                      |
| ehemaliger Haltepunkt / Haltestelle | 43,019               | Mittergars                                 | Mittergars                                 |
| Haltepunkt / Haltestelle | 46,504               | Jettenbach (ehem. Bf)                      | Jettenbach (ehem. Bf)                      |
| ehemaliger Haltepunkt / Haltestelle | 47,740               | Innbrücke Süd (1978–1985)                  | Innbrücke Süd (1978–1985)                  |
| Brücke über Wasserlauf | 47,846               | Innbrücke Jettenbach (188 m)               | Innbrücke Jettenbach (188 m)               |
| ehemaliger Haltepunkt / Haltestelle | 47,950               | Innbrücke Nord (1978–1985)                 | Innbrücke Nord (1978–1985)                 |
| Bahnhof | 51,310               | Waldkraiburg-Kraiburg                      | 432 m                                      |
| Abzweig geradeaus und nach links |                      | Anschluss Nitrochemie Aschau/Bayern-Chemie | Anschluss Nitrochemie Aschau/Bayern-Chemie |
| ehemaliger Bahnhof | 52,150               | Waldkraiburg-Kraiburg                      | Waldkraiburg-Kraiburg                      |
| Abzweig geradeaus und von links |                      | von München Ost                            | von München Ost                            |
| Brücke über Wasserlauf | 59,291               | Innkanal (43 m)                            | Innkanal (43 m)                            |
| Bahnhof | 61,692               | Mühldorf (Oberbay)                         | 411 m                                      |
| Abzweig geradeaus und nach rechts |                      | nach Freilassing                           | nach Freilassing                           |
| Abzweig geradeaus und nach rechts |                      | nach Simbach (Inn)                         | nach Simbach (Inn)                         |
| Strecke |                      | nach Pilsting                              | nach Pilsting                              |
| |                      |                                            |                                            |
| Quellen: |                      |                                            |                                            |

Die Bahnstrecke Rosenheim–Mühldorf oder auch Inntalbahn ist eine eingleisige, nicht elektrifizierte Hauptbahn in Bayern. Sie führt entlang des Inns von Rosenheim über Wasserburg am Inn nach Mühldorf am Inn. Auf dieser Strecke befindet sich mit der 50 Meter hohen Innbrücke Königswart bei Soyen die dritthöchste Eisenbahnbrücke Bayerns. Die Strecke wird von der DB RegioNetz Infrastruktur GmbH im Zuge des RegioNetzes Südostbayernbahn betrieben.

## Geschichte

### Vorgeschichte
Um 1860 bestand das Bahnnetz im Südosten Bayerns im Wesentlichen aus zwei Verbindungen: Der Strecke München–Holzkirchen–Rosenheim–Salzburg der Königlich Bayerischen Staats-Eisenbahnen (K.Bay.Sts.B) mit einem Zweig von Rosenheim ins obere Inntal und zur entstehenden Bahn über den Brennerpass sowie der Strecke München–Landshut–Straubing–Passau der Bayerischen Ostbahnen mit einem Zweig von Geiselhöring Richtung Regensburg. Um das von diesen beiden Verbindungen und der Landesgrenze nach Österreich begrenzte Gebiet zu erschließen sowie überregionale Verbindungen zu verkürzen, entstanden bei beiden Bahngesellschaften zahlreiche Planungen. Neben einer Ost-West-Verbindung, die durch die K.Bay.Sts.B. in Form der 1871 eröffneten Strecke München–Mühldorf am Inn–Simbach am Inn realisiert wurde, wurden Überlegungen zu einer Nord-Süd-Verbindung angestellt.
Um eine nördliche Fortsetzung der Brennerbahn Richtung Regensburg und Böhmen unter Umgehung von München herzustellen, projektierten die K.Bay.Sts.B. eine Bahnstrecke von Rosenheim Richtung Straubing, wo ein Anschluss an die bestehende Ostbahn-Strecke Richtung Regensburg hergestellt werden sollte. Zeitgleich planten die Bayerische Ostbahnen eine Strecke von Vilshofen an der Donau nach Mühldorf am Inn, die primär der Erschließung der Region dienen sollte.
Da sich diese Planungen in Teilen überschnitten, wurden sowohl bei den beiden Bahnen als auch in der Region Ideen entwickelt, wie die Projekte zu kombinieren sein könnten. Ein am 29. April 1869 verabschiedetes Gesetz „Die Vervollständigung des bayer. Staatseisenbahnnetzes betreffend“ erwähnte nur mehr die Verbindungen Rosenheim–Mühldorf (K.Bay.Sts.B.) und Mühldorf–Vilshofen (Ostbahn). Der weitgehend unstrittige Bau der Strecke Rosenheim–Mühldorf wurde in Folge bereits 1870 begonnen. Die Planungen der Ostbahn wurden hingegen noch mehrmals geändert, bevor der Bahngesellschaft am 25. November 1872 die Konzession zum Bau einer Bahnstrecke von Mühldorf über Neumarkt-Sankt Veit und Landau an der Isar nach Plattling (Bahnstrecke Mühldorf–Pilsting) erhielt. Diese Verbindung, die den von der Strecke Rosenheim–Mühldorf kommenden Verkehr Richtung Böhmen aufnehmen sollte, wurde am 15. Oktober 1875 eröffnet. Durch die am 15. April 1875 gesetzlich beschlossene und zum 31. Dezember dieses Jahres ausgeführte Übernahme der Bayerischen Ostbahn durch die K.Bay.Sts.B. gelangte die gesamte entstehende Verbindung Rosenheim–Mühldorf–Plattling in die Hände einer Bahngesellschaft.

### Bau und Eröffnung
1870 konnte mit der Detailplanung, Vermessungsarbeiten und letztlich auch mit dem Bau der Bahnstrecke Rosenheim–Mühldorf begonnen werden. Es wurde eine weitgehend dem Verlauf des Inns folgende Route gewählt. Der wichtigste zwischen Rosenheim und Mühldorf gelegene Ort, Wasserburg am Inn, konnte jedoch aus topografischen Gründen nicht direkt an die Bahnstrecke angeschlossen werden. Wasserburg erhielt ersatzweise einen etwa vier Kilometer westlich der Stadt gelegenen Bahnhof in Reitmehring (heutige Station Wasserburg (Inn) Bahnhof). Nördlich von Wasserburg wurde eine aufwendige Trassierung gewählt, die hoch oberhalb des Inns verläuft und den Fluss zweimal quert. In Königswart bei Soyen sowie nahe Jettenbach mussten daher zwei hohe Brücken über den Inn errichtet werden. Nach rund fünfjähriger Bauzeit konnte die Bahnverbindung Rosenheim–Mühldorf am 1. Mai 1876 vollständig eröffnet werden.

### Betriebsentwicklung
Die prognostizierten Verkehrsleistungen aus Richtung Süden (Brennerbahn) nach Böhmen spielten auf der Bahnstrecke Rosenheim–Mühldorf(–Plattling) nie eine große Rolle. Der Personenfernverkehr dieser Relation wurde weiterhin über München abgewickelt. Im Güterverkehr sorgte die steigungsreiche Trassierung der anschließenden Strecke von Plattling Richtung Böhmen (Bayerische Waldbahn) dafür, dass auch für diese Transporte in den meisten Fällen die Route über München, Regensburg und Furth im Wald gewählt wurde.
Für die regionale Entwicklung leistet die Bahnstrecke hingegen bis heute einen entscheidenden Beitrag.
Mit der Eröffnung der Strecken Wasserburg Bahnhof–Wasserburg Stadt 1902 und Grafing–Wasserburg am 27. September 1905 entstand in Wasserburg auf halbem Weg zwischen Rosenheim und Mühldorf ein Bahnknotenpunkt. Weitere abzweigende Strecken entstanden nicht mehr; vereinzelt wurde jedoch über Verbindungen aus dem Raum Wasserburg Richtung Haag in Oberbayern und Trostberg nachgedacht.

### Innbrücke Jettenbach und zeitweilige Sperrung des Abschnitts Waldkraiburg–Mühldorf
Als 1978 die Innbrücke Jettenbach aufgrund von Schäden für den Zugverkehr gesperrt werden musste, richtete die Deutsche Bundesbahn unmittelbar nördlich und südlich der Brücke die Haltepunkte Innbrücke Nord und Innbrücke Süd ein. Die aus Richtung Mühldorf und Wasserburg kommenden Personenzüge wendeten fortan an den jeweiligen Haltepunkten, die Fahrgäste mussten den Weg über die Brücke zu Fuß zurücklegen.
Die Brücke war jedoch schon bald derart baufällig, dass sie schließlich auch für Fußgänger gesperrt werden musste: Am 28. September 1985 wurde dieses Provisorium und damit der Personenverkehr zwischen Mühldorf und Wasserburg beendet. Für den Abschnitt Waldkraiburg–Wasserburg, auf dem mit der Sperrung der Innbrücke Jettenbach auch der Güterverkehr endete, bedeutete dies faktisch die Stilllegung.
Nach der Nuklearkatastrophe von Tschernobyl waren 1986 zwischen Wasserburg und der Innbrücke Jettenbach 260 Güterwagen mit 5300 Tonnen durch radioaktiven Niederschlag kontaminiertem Molkenpulver des Milchverwertungsunternehmen Meggle abgestellt.
Zur formellen Stilllegung kam es nicht, da die Strecke zu den laut §10b des Verkehrssicherstellungsgesetzes (VerkSichG) aus militärstrategischen Gründen vorzuhaltenden Anlagen zählte. Unter finanzieller Beteiligung des Bundesministeriums der Verteidigung wurde Ende der 1980er-Jahre die Sanierung der abgängigen Innbrücke Jettenbach in Angriff genommen. Gleichzeitig wurde auch die bei Königswart nahe Soyen gelegene zweite Innbrücke der Strecke bis 1993 saniert. Dabei wurde jeweils die alte schmiedeeiserne Fachwerkkonstruktion abgetragen und eine neue, optisch der alten Brücke angeglichene Konstruktion auf die zwei bestehenden Pfeiler im Inn aufgesetzt. Die weiterhin vorhandenen zwei Zwischenpfeiler am Ufer haben heute keine Funktion mehr.

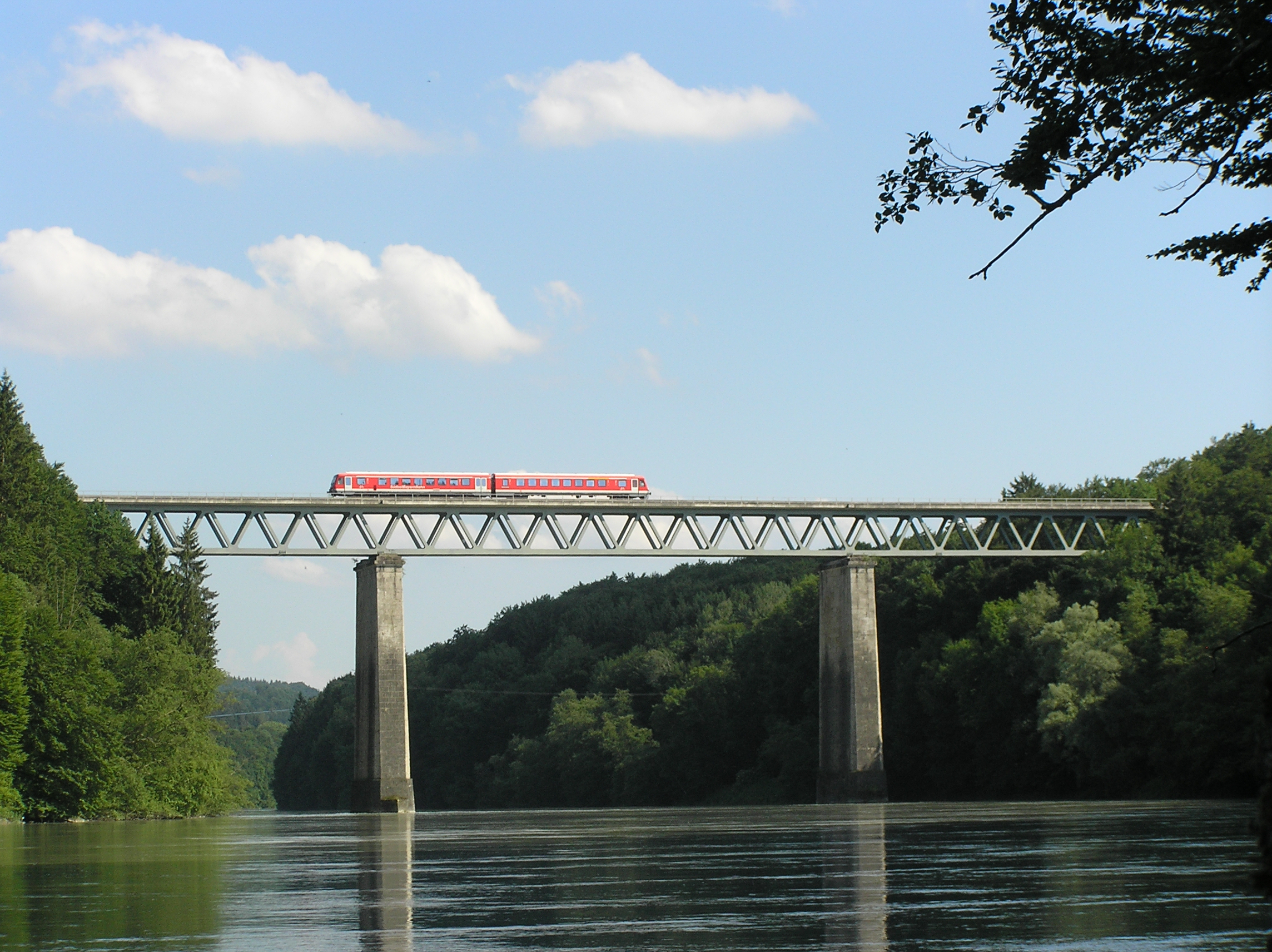
Innbrücke bei Königswart mit einem Triebwagen der Baureihe 628 der Südostbayernbahn

Am 28. Mai 1994 nahm die Deutsche Bahn den fahrplanmäßigen Schienen-Personenverkehr zwischen Mühldorf und Wasserburg wieder auf. In Waldkraiburg entstand ein näher am Ortszentrum gelegener, neuer Haltepunkt südlich des bestehenden Bahnhofs Waldkraiburg-Kraiburg, welcher mit Wirkung vom 29. Mai 1994 unter dem amtlichen Namen Waldkraiburg in Betrieb genommen wurde.
Die militärstrategische Bedeutung der Strecke gemäß Verkehrssicherstellungsgesetz wurde zum 1. August 1997 aufgehoben.

### Entwicklungen im 21. Jahrhundert
Mit dem Fahrplanwechsel wurde am 9. Dezember 2012 der neue Haltepunkt Rosenheim Hochschule als weitere Bahnstation in der Stadt Rosenheim neben dem Bahnhof Rosenheim in Betrieb genommen.
Im Zuge der Ausbaustrecke München–Mühldorf–Freilassing ersetzte die Deutsche Bahn 2015 die gemeinsam mit der Bahnstrecke München–Simbach genutzte Brücke über den Innkanal westlich von Mühldorf. Anstelle der von 1922/23 stammenden zweigleisigen Brücke errichtete sie bis Herbst 2015 eine neue dreigleisige Dreifeld-Bogenbrücke.
Zum 15. Dezember 2019 wurde die Bedienung des Bedarfshaltepunkts Mittergars mit der Begründung eines zunehmend sinkenden Fahrgastaufkommens eingestellt und im Februar 2022 dessen Rückbau beantragt.
Bei Soyen-Mühlthal wurde 2020 eine neugebaute Straßenüberführung als Ersatz für zwei Bahnübergänge eröffnet. Nach weiteren Erneuerungen bzw. Schließungen von Bahnübergängen soll die Streckengeschwindigkeit durchgängig auf 120 km/h angehoben werden können.
Infolge von Bauarbeiten am Fuß des Bahndamms bei Ramerberg ereignete sich am 26. September 2022 ein circa 50 Meter breiter und 25 Meter tiefer Dammrutsch. Die Südostbayernbahn sperrte daraufhin die Strecke zwischen Rott und Wasserburg. Die Wiedereröffnung wurde mehrmals verschoben und am 23. Juni 2023 nach der Sanierung des Damms die Strecke wieder in Betrieb und der Verkehr wieder aufgenommen.
Auf EU-Ebene existieren Planungen, die Strecke in eine neue Hochleistungs-Güterzugstrecke Landshut-Mühldorf–Rosenheim zu integrieren, welche aufgrund der höheren Verkehrsströme zum geplanten Brennerbasistunnel erforderlich werden soll. Der Deutsche Bundestag hat 2021 entschieden, dass eine Elektrifizierung der Strecke zur Entlastung des Bahnknotens München nicht notwendig ist.

## Streckenbeschreibung
Die Streckeninfrastruktur der Verbindung Mühldorf–Rosenheim wird mit Ausnahme des Bahnhofs Rosenheim durch die Südostbayernbahn betrieben. Die Signale und Weichen aller an der Strecke gelegenen Bahnhöfe, ausgenommen Rosenheim, werden seit Sommer 1999 durch ein Elektronisches Stellwerk (ESTW) in Mühldorf ferngesteuert.
Die Streckenhöchstgeschwindigkeit zwischen Mühldorf und Soyen sowie zwischen Schechen und Rosenheim beträgt bis auf wenige Ausnahmen 120 km/h. Zwischen Soyen und Schechen sind es meist 90 km/h. Grund hierfür sind mehrere alte Bahnübergangsanlagen, die nur für 90 km/h zugelassen sind.

## Verkehr

### Personenverkehr
Der Personenverkehr auf der Kursbuchstrecke 944 wird durch die Südostbayernbahn im Auftrag der Bayerischen Eisenbahngesellschaft (BEG) betrieben. Das Zugangebot zwischen Rosenheim und Mühldorf wurde seit Dezember 2012 schrittweise verbessert und zu einem Stundentakt ausgebaut. Die Haltepunkte Soyen und Jettenbach werden abwechselnd jeweils im Zweistundentakt bedient. Seit Dezember 2016 wird die Strecke auch am Wochenende im Stundentakt bedient. Die Zugkreuzung findet in Wasserburg immer zur vollen Stunde statt. Die Züge verkehren alle zwei Stunden über Mühldorf hinaus nach Landshut. Die restlichen Züge verkehren weiter nach Passau, Burghausen, Trostberg oder Simbach am Inn.

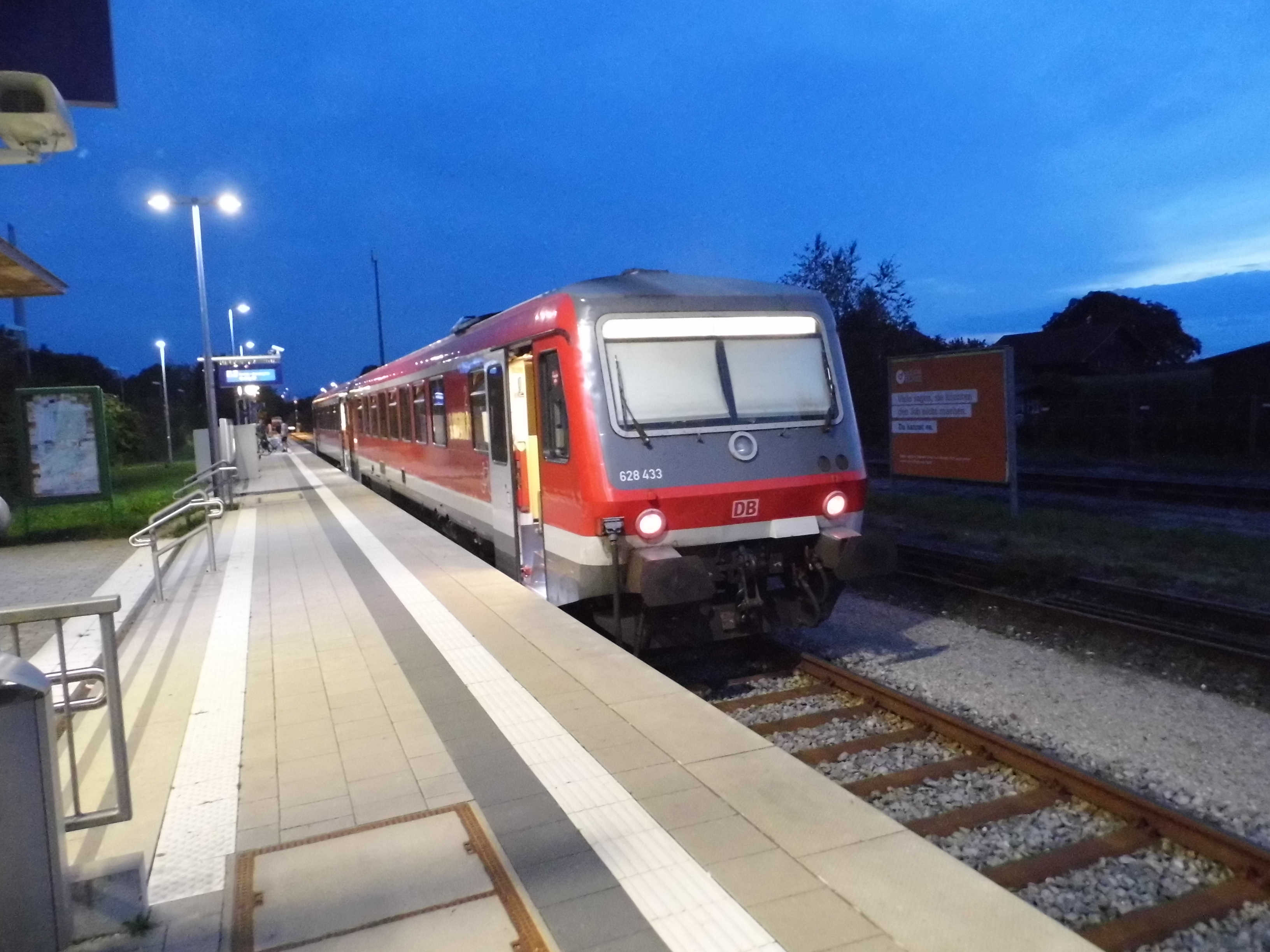
Dieseltriebwagen 628 633 in Wasserburg (Inn) Bahnhof

Alle Personenzüge werden aus Dieseltriebwagen der DB-Baureihe 628 gebildet.
Die Züge kreuzen sich stündlich in den Bahnhöfen Wasserburg und Mühldorf. Für die 36 Streckenkilometer zwischen diesen Orten stehen daher ungefähr 30 Minuten Fahrzeit zur Verfügung. Da die Haltepunkte Soyen und Jettenbach jede Stunde nur in einer Richtung bedient werden, kann die jeweilige Fahrt ohne diese Zwischenhalte in etwa 27 und die Fahrt der Gegenrichtung in etwa 32 Minuten zurückgelegt werden. Die starre Fahrplanstruktur verhindert am Bahnhof Mühldorf zudem einzelne Verknüpfungen zu den dortigen Taktzeiten.

### Güterverkehr
Planmäßiger durchgehender Güterverkehr existiert auf der Strecke bereits seit Jahrzehnten nicht mehr. Der einzelne Blockabschnitt zwischen Waldkraiburg und Wasserburg ist tagsüber durch die zwei Personenzüge pro Stunde voll belegt. Bei Bauarbeiten auf der Bahnstrecke Mühldorf–München werden sehr selten nachts Güterzüge über Wasserburg und Rosenheim bzw. Wasserburg und Ebersberg nach München umgeleitet. Die einzige im Güterverkehr angefahrene Zwischenstation ist Waldkraiburg, wo DB Cargo werktags vor allem Betriebe der chemischen Industrie bedient. Ferner wurde in Forsting an der Strecke Wasserburg–Ebersberg verladenes Holz bei Bedarf nachts durch DB Schenker Rail via Wasserburg nach Mühldorf abgefahren. Die Verladung wurde aber 2010 wieder eingestellt.